# Drive Like Jehu
Drive Like Jehu és una banda de post-hardcore originària de San Diego (Califòrnia) i formada en 1990 per Rick Froberg, John Reis, Mike Kennedy i Mark Trombino. Es va desintegrar en 1995 després de llançar dos àlbums d'estudi. La seva música combinava elements del punk rock amb guitarres rítmiques resultant una música descrita a vegades com noise rock, math rock o sludge rock. Van llançar dos àlbums en els seus cinc anys de carrera, la qual es va veure truncada, en part, per la cada vegada major implicació de Reis en la seva banda paral·lela, Rocket from the Crypt. L'èxit d'aquesta banda, també local de Sant Diego, i de la llavors futura banda de Froberg, Hot Snakes, es va traduir en un notable augment de l'interès dels mitjans i el públic en Drive Like Jehu. Fins al punt en què el segell independent local Swami Rècords va haver de rellançar en 2003 el segon i últim àlbum de la banda, Yank Crime, llançat originalment en 1994.
El grup es va reunir de nou entre el 2014 i el 2016. Al 2016 un parell de dies abans d'actuar al Primavera Sound a Barcelona, varen tocar en un concert secret a l'Atzavara Club de Sant Feliu de Guíxols.

## Components
- Rick Froberg - guitarra, cantant
- John Reis - guitarra, coros
- Mike Kennedy - baix
- Mark Trombino - bateria

## Discografia

### Àlbums
| Año  | Título          | Sello                 | Notas |
| ---- | --------------- | --------------------- | --- |
| 1991 | Drive Like Jehu | Cargo/Headhunter      | Àlbum debut. |
| 1994 | Yank Crime      | Interscope/Headhunter | Àlbum final. Reeditat el 2003 por Swami Records amb cançons del senzill "Hand Over Fist"/"Bullet Train to Vegas" i del recopilatori Head Start to Purgatory. |

### Singles
| Año  | Título                                   | Sello | Notas                                                             |
| ---- | ---------------------------------------- | ----- | ----------------------------------------------------------------- |
| 1992 | "Hand Over Fist"/"Bullet Train to Vegas" | Merge | Descatalogat. Les dues cançons van aparèixer a l'àlbumYank Crime. |

### Altres aparicions
| Año  | Álbum                   | Sello            | Canción  | Notas |
| ---- | ----------------------- | ---------------- | -------- | --- |
| 1993 | Head Start to Purgatory | Cargo/Headhunter | "Sinews" | Recopilatori de bandas de San Diego. Cançó rellançada a la versió de 2003 de Yank Crime. Aquesta versió difereix de la que apareix en aquest àlbum. |